# Coalición por una Radiodifusión Democrática
La Coalición por una Radiodifusión Democrática es un grupo de sindicatos de prensa, universidades, organizaciones sociales, radios comunitarias, pequeñas radios comerciales y organismos de derechos humanos, entre otros que convocada por el Foro Argentino de Radios Comunitarias presentaron 21 puntos básicos para una nueva Ley de Radiodifusión que fue sancionada en 2009 y reemplazó a la existente en Argentina instaurada por la última dictadura militar.
La Coalición se conformó en el 2004 convocada por el Foro Argentino de Radios Comunitarias (FARCO) y presentó entonces los 21 puntos básicos para una Radiodifusión Democrática consensuados entre todos los participantes como la base para construir esta nueva Ley. 21 puntos que correspondían a cada uno de los años de democracia que habían pasado entonces. Distintos miembros y organizaciones pertenecientes a la Coalición generaron aportes al anteproyecto de Ley de Servicios de Comunicación Audiovisual que fue presentado por la presidenta Cristina Fernández de Kirchner, y luego enriquecido con el aporte de ideas en foros y audiencias federales, para ser tratado en el Debate de la Ley de Servicios de Comunicación Audiovisual y aprobado como Ley 26.522. 
Unos años después de la sanción de la Ley de Servicios de Comunicación Audiovisual, los integrantes de la Coalición deciden en 2012 re-denominarse como Coalición por una Comunicación Democrática, a modo de actualización de su esfera de incidencia.
Tras el cambio de gobierno nacional argentino en diciembre de 2015, y ante los primeros decretos del Gobierno de Mauricio Macri que modificaron el marco normativo del audiovisual y las telecomunicaciones, la Coalición por una Comunicación Democrática generó un Encuentro Nacional el 3 de marzo de 2016 (en el Auditorio anexo de la Cámara de Diputados de la Nación), donde se emitió un documento crítico y se aprobaron por consenso los "Nuevos 21 puntos por el Derecho a la Comunicación" .
Durante 2016, se realizaron dos Encuentros Federales de la Coalición por una Comunicación Democrática: el primero de ellos en la ciudad de Santa Rosa (Provincia de la Pampa) el 25 de junio, bajo el lema “Sin derecho a la comunicación no hay democracia plena”; el segundo en la ciudad de Buenos Aires el 2 de diciembre, convocado con la consigna “Democracia es Diversidad con acceso plural a todas las plataformas”. Ese día se aprobó una declaración junto a quince puntos de acción, titulada "Un año fuera de la Ley"

## Contenido de la legislación vigente hasta 2009 en Argentina sobre radiodifusión
La legislación argentina en materia de radiodifusión estaba fuertemente influida por el contenido autoritario que le han impuesto las dos últimas dictaduras militares, a la vez que se orienta a considerar a la comunicación audiovisual casi exclusivamente como una actividad comercial, facilitando la formación de monopolios y oligopolios.[cita requerida]
En 1972, durante la dictadura militar autodenominada Revolución Argentina se sancionó la Ley Nacional de Telecomunicaciones Nº 19.798, que dio origen al Comité Federal de Radiodifusión (COMFER). A diferencia del Consejo Nacional de Radio y Televisión (CONART) y al igual que el Ente de Radio y Televisión (ERT) —organismos que lo precedieron en sus funciones— estaba contemplado que la influencia militar fuera decisiva en la conducción del organismo (pero, a diferencia del ERT que era un organismo de conducción unipersonal, el COMFER volvía a la dirección colegiada que había tenido el CONART).
En 1980, durante la dictadura militar autodenominada Proceso de Reorganización Nacional se reemplazó la norma la ley Nacional de Radiodifusión N.º 22.285, promulgada el 15 de septiembre de 1980, inspirada en la totalitaria Doctrina de la Seguridad Nacional. 
La Ley N.º 22.285 estableció que el COMFER estaría dirigido por un directorio integrado por 7 miembros, cada uno de ellos representante de los siguientes sectores:
- Ejército Argentino
- Armada Argentina
- Fuerza Aérea Argentina
- Secretaría de Información Pública
- Secretaría de Estado de Comunicaciones
- La asociación de licenciatarios de radio
- La asociación de licenciatarios de televisión.

La ley establece también que el directorio debe ser asesorado por una comisión integrada por representantes de todos los ministerios del gobierno nacional y de la Secretaría de Inteligencia de Estado.
Un aspecto importante de la ley es que estableció, en su artículo 45, que solo podían ser titulares de licencias personas individuales o sociedades comerciales, exceptuando a las empresas periodísticas (inciso e). No se permitía que las organizaciones sin fines de lucro (religiosas, sindicales, culturales, cooperativas, etc.) pudieran ser titulares de radios o canales de televisión. Tampoco a las universidades se les permitía tener radios o televisiones, con excepción de las que ya las tuvieran instaladas, las que a su vez tenían severas restricciones en materia de publicidad (art. 107). Con respecto a las provincias y municipios, la ley solo les permitía tener un servicio de radio y sin publicidad (art 107).
El objetivo de la ley era tener un sistema de medios de comunicación comercial, controlados por las Fuerzas Armadas bajo la Doctrina de la Seguridad Nacional. Para ello ordenó la privatización masiva de las señales en un plazo de tres años (art 106).
Debido a la composición autoritaria del COMFER, al recuperarse la democracia el 10 de diciembre de 1983, el presidente Raúl Alfonsín dispuso la intervención del COMFER hasta la sanción de la nueva ley de radiodifusión. Debido a que dicha ley no fue sancionada, el COMFER permaneció intervenido por el Poder Ejecutivo Nacional desde entonces.
Durante el gobierno de Carlos Menem se realizaron algunas modificaciones orientadas al proceso de privatización de señales, para promover la concentración de las mismas en grandes multimedios y facilitar la actuación de empresas extranjeras. Una de las más importantes fue la autorización a las empresas de periodismo impreso para ser titulares de radios y canales de televisión (Ley 23.696 de Reforma del Estado, art. 65). También se autorizó la difusión de publicidad producida fuera del país (Resolución 1226/93), se habilitaron mecanismos para poder transmitir en idiomas extranjeros y se flexibilizaron las restricciones para realizar juegos de azar (Decreto 1062/98).
En 2005, durante el gobierno de Néstor Kirchner, se sancionó la Ley 26.053 permitiendo que las cooperativas pudieran acceder a licencias de radiodifusión.

## 21 puntos básicos por el derecho a la comunicación
- Wikisource contiene obras originales de o sobre Coalición por una Radiodifusión Democrática.

El 27 de agosto de 2004, en coincidencia intencional con el Día de la Radio, la Coalición por una Radiodifusión Democrática elaboró un "Iniciativa ciudadana por una ley de radiodifusión para la democracia" o "21 puntos básicos por el derecho a la comunicación", conocida como los 21 Puntos.
Los 21 Puntos se establecieron con el fin de precisar una serie de pautas fundamentales para conformar un sistema de medios de comunicación compatibles y promotores de la democracia. 
Los mismos se insertan en el campo más amplio del derecho a la comunicación, tanto activa como pasiva, que tienen todas las personas. Destacan que la radiodifusión no puede manejarse solamente como un negocio comercial y que deben ser independientes de toda presión, pública o privada.
Establece que las frecuencias radioeléctricas deben pertenecen a la comunidad y considerarse patrimonio común de la humanidad". Las frecuencias deben ser administradas por el Estado y adjudicadas por un período de tiempo "a quienes ofrezcan prestar un mejor servicio".
Los medios de radiodifusión deben tener como objetivo primordial promover la diversidad y el pluralismo garantizándose el acceso de todos los sectores de la sociedad a la titularidad y gestión de los servicios. La ley debe impedir la formación de monopolios y oligopolios, a los que considera como conspiradores contra la democracia y garantizar "la indemnidad intelectual y estética". El Estado debe llevar un registro público de licencias y no podrán tener medios de radiodifusión los funcionarios públicos de alto nivel ni quienes hayan violado los derechos humanos.
Los 21 Puntos consideran que se deben establecer tres áreas de radiodifusión: pública, comercial y comunitaria. Estas últimas tendrán al menos un 33% de las frecuencias. Todos podrán contratar publicidad. Los medios estatales deberán ser públicos y no gubernamentales. El canal de TV pública nacional y de Radio Nacional debe ser gratuito y de difusión en todo el país. Cada provincia tendrá una radio y una emisora de TV, cada municipio una emisora de FM. La radiodifusión universitaria se organizará como un sistema público de gestión autónoma.
Se deben establecer cuotas mínimas para la difusión de música, cine y contenidos de producción local, nacional y propia. Las repetidoras y cadenas deben ser una excepción. La publicidad debe ser de producción nacional y diferenciarse de los programas, en tandas claramente identificadas al inicio y al final por la señal distintiva del medio.
La autoridad de aplicación debe contemplar la participación de las provincias y las organizaciones de la sociedad civil y sindicales. Se debe crear la figura del "Defensor del Público".